# Alicudi
Alicudi is een vulkanisch eilandje in de Italiaanse gemeente Lipari, provincie Messina.
De laatste uitbarsting was 50000 jaar geleden.

## Externe link

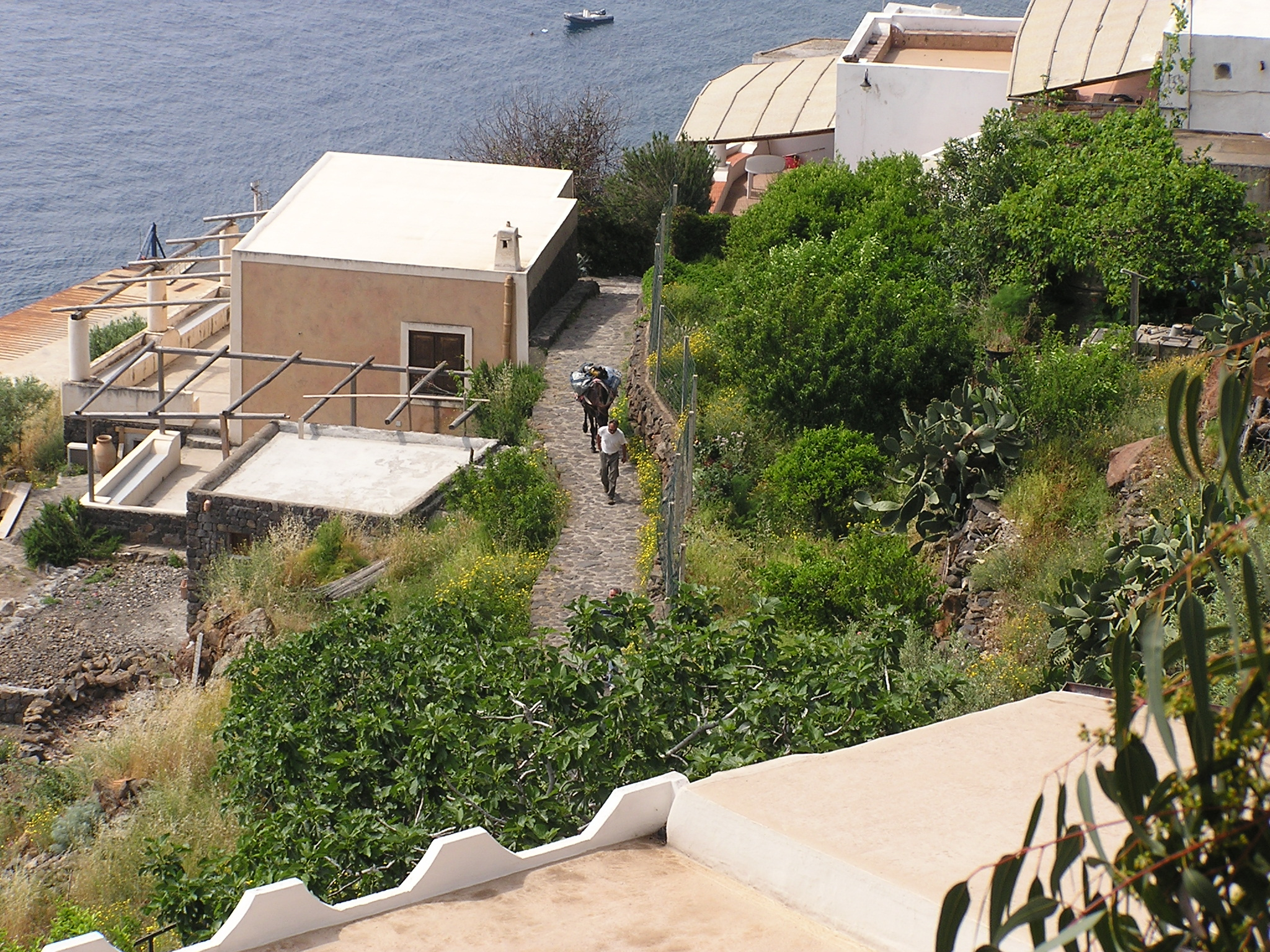
Alicudi